# NGC 1227
NGC 1227 (również PGC 11880 lub UGC 2577) – galaktyka spiralna z poprzeczką (SB0-a), znajdująca się w gwiazdozbiorze Perseusza. Odkrył ją Édouard Jean-Marie Stephan 10 stycznia 1880 roku.